# Образ Цезаря в культуре, искусстве и историографии
Гай Юлий Цезарь благодаря своей деятельности получил широкое отражение в культуре.

## Общее восприятие
Современники по-разному оценивали Цезаря: политические оппоненты его высмеивали и обвиняли в безнравственности, сторонники всячески превозносили. Несколько резких выпадов против Цезаря содержится в сохранившихся стихотворениях Катулла, Марк Туллий Цицерон восхвалял его в речах в годы диктатуры, но после мартовских ид как в публичных выступлениях, так и в различных трактатах сменил своё мнение на критическое. Кроме того, Цицерон поддержал и действия заговорщиков, хотя незадолго до смерти разочаровался в них. Соратник Цезаря в гражданскую войну Гай Саллюстий Крисп в письмах к нему (вероятно, подлинных) рассыпался в похвалах, но, по замечанию С. Л. Утченко, в более позднем письме Саллюстий осторожно выражает своё разочарование действиями диктатора. Характеризуя Цезаря в более позднем сочинении «О заговоре Катилины», Саллюстий наряду с положительными качествами — мягкосердечием, милосердием, готовностью прийти на помощь друзьям — указывает на его огромное честолюбие. Заметно ближе к политическому идеалу для историка находится морально безупречный Катон.
К I веку н. э. усилиями Октавиана, всячески подчёркивавшего свою преемственность с Цезарем, основные положения мифа о божественном Юлии — великом политике и полководце — были в целом выработаны, и многие разделяли официальную точку зрения. В формировании цезарианской традиции большую роль приписывают историку Николаю Дамасскому. В сохранившихся фрагментах его сочинения «О жизни Цезаря Августа и о его воспитании» Цезарь представлен как нерешительный, пассивный и достаточно наивный человек, не подозревавший о готовящемся покушении. По его мнению, все принятые Цезарем почести были предложены его врагами для провоцирования общественного недовольства. Позднейшие историки, напротив, акцентировали внимание на его энергичности, амбициозности и, иногда, коварстве. Впрочем, противопоставление наивных правителей, которые нередко становятся жертвами коварных врагов — распространённый сюжет в сочинениях Николая. По-видимому, эта интерпретация действий Цезаря была развита им самостоятельно на основании собственного опыта работы при дворе Ирода Великого. На сочинения Николая наложила отпечаток потребность Октавиана в развеивании всех сомнений о своём праве наследовать Цезарю: историк приписывал Марку Антонию часть вины за недовольство почестями Цезаря (якобы он сам надеялся стать его наследником) и отрицал, что Цезарион был сыном диктатора.
В период правления первых императоров в Риме ещё существовала политическая оппозиция, представленная в основном лишёнными реальной власти сенаторами. Более популярными героями в их среде считались Катон, Брут и Кассий — защитники идеалов свободы и «настоящей» республики. Почитание этих героев, противопоставляемых победившему Цезарю, нередко проявлялось и в сочинениях придворных писателей и поэтов Ранней империи, чему способствовала ещё неокрепшая цензура. Основателем «республиканской» традиции, критически настроенной к Цезарю, был, вероятнее всего, Гай Азиний Поллион. Самые ранние примеры амбивалентного отношения к Цезарю относятся ещё к рубежу нашей эры. Например, из свидетельств античных авторов известно, что Октавиан называл историка Тита Ливия «помпеянцем» за изложенные в его сочинении взгляды на гражданскую войну 49-45 годов до н. э. (раздел сочинения, повествовавший об этих событиях, не сохранился), а сам Ливий открыто сомневался, стоило ли Цезарю рождаться, или же для блага государства было бы лучше обойтись без его появления на свет. Марк Анней Лукан, приближённый императора Нерона, создал ставшую популярной поэму «Фарсалия» о гражданской войне, в которой Цезарь оценивался очень двойственно. Тем не менее, даже те писатели, которые критически оценивали его роль в римской истории, признавали его энергичность, милосердие и военные таланты. На сложившийся в античную эпоху образ Цезаря повлияли рассказы о греческих героях (Ахилл и Эней) и правителях (Агамемнон и Александр Македонский), а также о знаменитых полководцах Пунических войн (Ганнибал и Сципион). В посвящённой императору Титу «Естественной истории» энциклопедист Плиний Старший пытался передать величие Цезаря с помощью цифр — количества его побед, числа убитых и захваченных в плен — хотя и делал оговорку о том, что не собирается оправдывать гражданскую войну. В начале II века н. э. личный секретарь императора Адриана Гай Светоний Транквилл составил биографию Цезаря, которая служит важнейшим источником сведений о нём. Светоний перечисляет традиционный набор достоинств Цезаря как человека, но отмечает его высокомерие, стремление к тирании и произвол. Историк никак не отзывается о реформах Цезаря, а лишь перечисляет их. Кроме того, он записывает и распространённые мнения, оправдывющие убийство диктатора. Всё это дало основание, например, С. Л. Утченко говорить об отрицательном отношении Светония к Цезарю-политику. Современник Светония Плутарх в основном следует в оценках Цезаря за своими источниками: сперва он пересказывает биографию диктатора по благосклонному к нему автору, а затем переключается на критически настроенный к нему источник. Противоречиво оценивает деятельность Цезаря и заговорщиков историк Аппиан, а сенатор Дион Кассий категорически осуждает действия заговорщиков как ввергшие всё государство в новую гражданскую войну. Впрочем, Дион Кассий объясняет и причины недовольства заговорщиков диктатором — по его мнению, Гай потерял чувство меры в своём безграничном честолюбии.

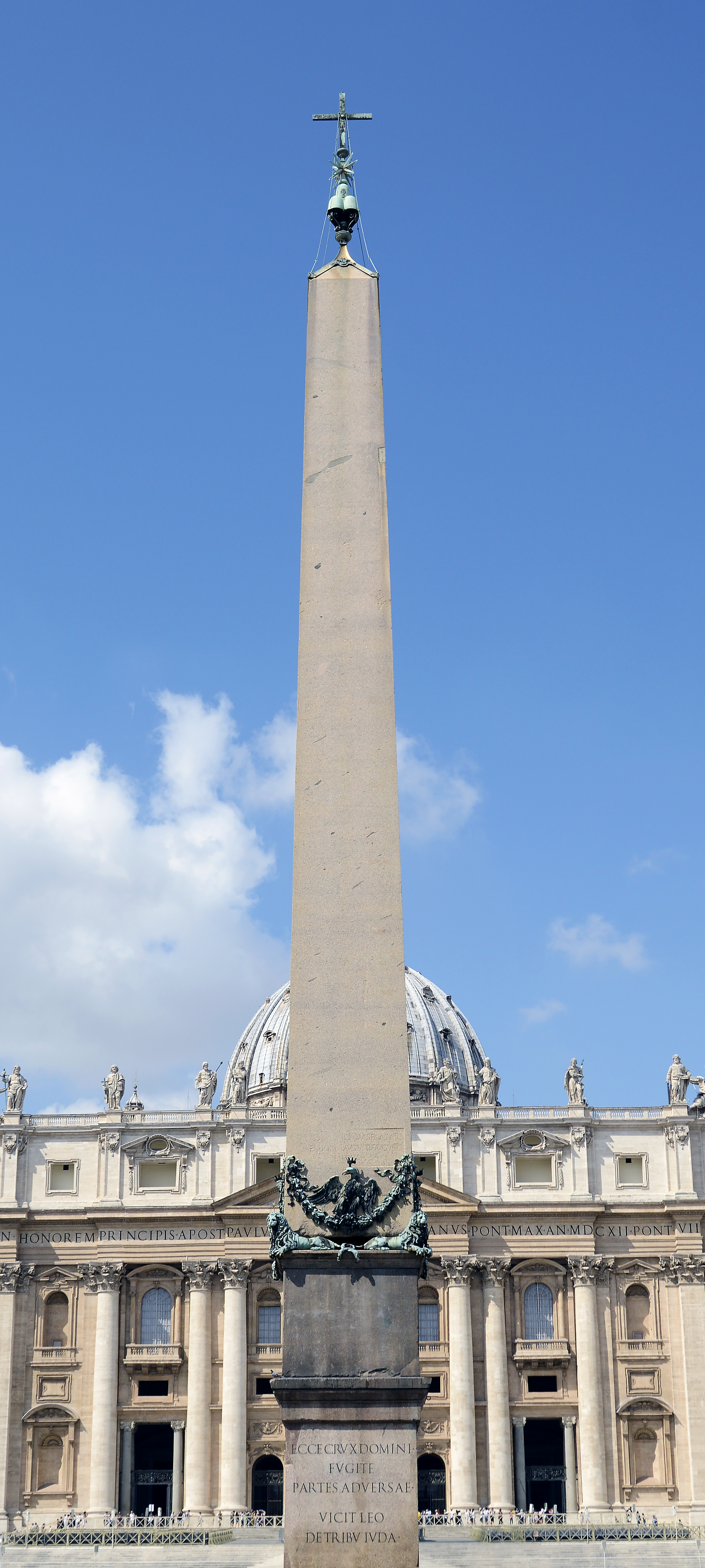
Древнеегипетский обелиск на площади Святого Петра в Ватикане. По средневековому преданию, в бронзовом шаре на вершине обелиска находился прах Цезаря

Титул «Цезарь» продолжил использоваться после раздела Римской империи на Западную и Восточную части. С приданием христианству статуса государственной религии императоры, по традиции имевшие полномочия древнеримского великого понтифика, сохранили влияние на теологические и практические вопросы (так называемая идеология цезаропапизма). Впрочем, на территории Западной Римской империи победила идея о разделении светской и церковной власти между императором и епископами, но в Византии со времён Юстиниана и до XI века император сохранял большое влияние на решение церковных вопросов.
В Западной Европе в Средние века источников сведений о Цезаре стало значительно меньше, однако были хорошо известны «Записки о Галльской войне». Биография Цезаря была известна как из сочинения Светония, так и из многочисленных компиляций. В наиболее известной из них — «Faits des Romains» на старофранцузском языке (во многих рукописных копиях её называли «Жизнь Цезаря» или «Книга о Цезаре») — анонимный автор для создания биографии диктатора использовал сочинения Саллюстия, Светония, Лукана и самого Цезаря. Впрочем, составитель сборника был плохо знаком с реалиями жизни древнеримского общества (возможно, он также имел трудности с пониманием сложных латинских оборотов) и порой допускал ошибки. Например, фразу Светония о том, что помолвка Коссуции с Цезарем произошла, когда последний был ещё подростком и носил юношескую тогу (toga praetexta), компилятор понял неверно: по его мнению, Коссуция была помолвлена с человеком по имени Praetextatus. Представления средневековых людей о Цезаре, таким образом, были не всегда точными. Недостаток знаний о жизни и деятельности Цезаря, популярного персонажа античной истории, приводил к появлению новых легенд наряду с уже распространёнными. В частности, в Риме существовало поверье, что в бронзовом шаре на вершине древнеегипетского обелиска, установленного на площади Святого Петра (см. справа), находится прах Цезаря. В Англии же было распространено мнение об основании Цезарем лондонского Тауэра. Слава Цезаря оказалась достаточной для включения в число «девяти достойных» — исторических образцов идеальных рыцарей. Данте в «Божественной комедии» поместил Цезаря в первый круг Ада вместе с прочими «праведными язычниками»; убийцы Цезаря Брут и Кассий, напротив, томятся в самом суровом девятом круге как предатели.
Вплоть до эпохи Возрождения Цезарь рассматривался как справедливый завоеватель и как непререкаемый военный авторитет. Однако уже с XIV века усилиями гуманистов, живших в эпоху борьбы за власть в городах-государствах Италии, распространяется и противоположная традиция: Цезаря начинают рассматривать как тирана, а образцами идеальных граждан, бросивших вызов произволу тирана, в итальянских городах-государствах стали Цицерон и Катон. Даже Макиавелли, который немало почерпнул у Цезаря, призывал читателей не обманываться его славой и называл его первым тираном Рима. К концу XVI века гуманистическая точка зрения широко распространилась по Западной Европе. При этом противоречивая оценка Цезаря никак не повлияла на популярность его сочинений — в начале XVI века Гай был третьим из наиболее часто издаваемых античных авторов, а к концу века его сочинения стали печатать чаще всех. Был хорошо знаком и с деятельностью Цезаря, и с его сочинениями Мишель де Монтень. Монтень, живший во время религиозных войн во Франции, нередко обращался в своих эссе к примерам из гражданских войн в Риме, связанных с деятельностью Цезаря. При этом в своей оценке он разделял амбивалентное отношение гуманистов: высоко оценивая Цезаря-тактика и писателя, он считал его недостойным человеком и политиком. В 1599 году Уильям Шекспир закончил трагедию «Юлий Цезарь», основанную на событиях вокруг убийства диктатора. В основу сюжета трагедии Шекспира легли «Сравнительные жизнеописания» Плутарха, причём некоторые фрагменты были перенесены целиком, хотя и рассеяны по произведению. В современной автору Англии правила бездетная королева Елизавета, и в обществе существовал повышенный интерес к подобным ситуациям, а после Английской революции произведение Шекспира получило новую интерпретацию, поскольку тема убийства правителя отныне стала восприниматься крайне неоднозначно. Отвечая на изменившиеся запросы публики, в 1724 году в Лондоне была поставлена опера Генделя «Юлий Цезарь», однако в ней акцент был сделан на убийстве египетского фараона Птолемея, которое автор пытался представить оправданным и справедливым.
В XVI веке к славе Цезаря как полководца добавилась и известность в качестве военного теоретика, чему способствовало увеличение роли пехоты в европейских армиях. Военное дело в Средние века строилось на иных принципах, нежели древнеримская армия. Лишь к XVI веку европейские армии вновь достигли схожего уровня организованности с древнеримскими легионами, и «Записки о Галльской войне» начали всё чаще рассматривать с практической, а не с антикварной точки зрения. Никколо Макиавелли в трактате «О военном искусстве» сделал одну из первых попыток систематизации тактических уловок Цезаря. Известные реформаторы пехотной тактики Мориц Оранский и Вильгельм Людвиг Нассау-Дилленбургский опирались в большей степени на практические руководства Элиана и Льва VI, однако на широкое применение ими полевых укреплений повлияли и «Записки» Цезаря. Раймунд Монтекукколи использовал в своих сочинениях описанный Цезарем опыт Галльской войны, но в целом с XVII века сочинения Гая начинают использовать не как практическое руководство, а как средство для постижения более общих принципов ведения войны. В дальнейшем изучение «Записок» стало важной частью теоретической подготовки офицеров в армиях многих стран мира.
Особый интерес к Цезарю сохранялся во Франции, что было обусловлено определяющей ролью Юлия в присоединении Галлии к Римской республике. В не меньшей степени в Швейцарии проявляли особый интерес к истории племени гельветов (участников Галльской войны, известных почти исключительно благодаря сочинениям диктатора), что отразилось и в латинском названии страны — Гельвеция (лат. Helvetia). В XVII—XVIII веках во Франции начали восстанавливать детали отдельных сражений Галльской и гражданской войн, а также кампании в Галлии в целом. До конца XVIII — начала XIX века деятельность Цезаря по присоединению Галлии оценивали очень высоко, поскольку видели в нём прогрессивного цивилизатора, носителя высокой культуры. Впрочем, уже Николя Буало и Жан-Жак Руссо отмечали насилие, которым сопровождалось завоевание Галлии. В конце 1810-х годов находившийся в изгнании Наполеон Бонапарт проанализировал события Галльской войны и усомнился в военных талантах Цезаря. По мнению французского императора, его победы были предрешены во многом из-за высокой организованности римских легионов, а также разрозненности и недисциплинированности галлов. Кроме того, Наполеон критиковал неоправданно жестокое обращение полководца с местным населением. С подъёмом национализма в XIX веке во Франции распространилось убеждение в том, что предками французов является прежде всего доримское население — галлы, — что предопределило формирование образа Цезаря как враждебного завоевателя. Император Наполеон III, напротив, был поклонником Цезаря. Он организовал масштабные раскопки мест сражений Галльской войны, в том числе крепости в Алезии, а в 1866 году выпустил монографию о Цезаре. Впрочем, после поражения в войне с Пруссией вновь стала доминировать идея о римском полководце как первом иностранном завоевателе на французской земле.

## Влияние на лексику
После очередных гражданских войн и закрепления власти приёмным сыном Цезаря, именуемым в современной литературе Октавианом Августом, власть начала переходить с помощью череды усыновлений и дворцовых переворотов. Подчёркивая преемственность с Октавианом, а через него — с Цезарем, последующие императоры включали в состав своих полных имён в том числе и когномен диктатора «Цезарь». После пресечения династии Юлиев-Клавдиев эта традиция была нарушена Вителлием, но затем имя «Цезарь» окончательно превратилось в один из официальных титулов римских правителей. Во многом благодаря Цезарю в новом значении начал использоваться и термин «император», под которым начали понимать не только победоносного полководца, но и носителя власти (империй) над войсками. Из латинского языка эти термины распространились во многие европейские языки с небольшими фонетическими изменениями или без них (император, кайзер, кесарь, царь).
Кроме того, в результате распространения христианства и юлианский календарь, и название месяца «июль» распространились в большинстве европейских языков (впрочем, традиционные названия месяцев сохранились в ряде славянских языков — белорусском, польском, украинском, хорватском, чешском и других, а также среди носителей баскского, литовского, финского и некоторых других европейских языков), а также в некоторых языках Азии и Африки — например, в индонезийском, суахили, татарском, хинди и ряде диалектов арабского. В повседневный обиход вошли фразеологические обороты и крылатые фразы, основанные на различных событиях из биографии Цезаря, не всегда подтверждённых источниками (лучше быть первым в деревне, чем вторым в Риме; жена Цезаря должна быть вне подозрений; перейти Рубикон; жребий брошен!; пришёл, увидел, победил; и ты, Брут?).

## Историография

### Общие оценки
Личность Цезаря всегда привлекала внимание исследователей античной истории, но оценки его деятельности были различными. Основатель одной из первых научных школ изучения римской истории Бартольд Нибур сдержанно оценивал деятельность диктатора. В противовес ему Вильгельм Друман заложил основы апологетической традиции в изображении Цезаря в историографии. Он также полагал, что будущий диктатор вынашивал планы по установлению монархии ещё со времён Суллы, во времена первого триумвирата манипулировал Крассом и Помпеем, а также предпринял поход в Галлию ради намеренной подготовки гражданской войны.
Большое внимание Цезарю уделяли французские историки и, прежде всего, роялистской и бонапартистской ориентации. Франсуа-Жозеф де Шампаньи в духе представлений своего времени считал Цезаря «орудием провидения». Трёхтомную «Историю Юлия Цезаря» в середине XIX века написал император Франции Наполеон III, который придерживался схожих с Шампаньи взглядов на роль Цезаря.
Британский историк Чарльз Меривейл (Мериваль) видел Цезаря «великим предтечей императоров» и подчёркивал его успехи в борьбе с сенатской олигархией, которую он называл «бесполезной тиранией». Меривейл не отрицал пороки Цезаря, но считал, что их затмевают безусловно положительные действия на политическом поприще.
Цезарь для Моммзена — беспримерный творческий гений. Он великий полководец, оратор, писатель, но все эти свойства вторичны, дополнительны, всем этим он стал только потому, что был в первую очередь и в полном смысле слова государственным человеком (Staatsmann). Основная же особенность его государственной деятельности и его личности — полнейшая гармония. Потому ему и удавалось то, что было недоступно другим политическим деятелям: сплочение под своей властью самых разнородных элементов и «коалиций», т. е. проведение надсословной, надклассовой политики, результатом которой было возрождение как эллинской, так и римской «нации». Его цель — восстановление древней царской власти; одновременно он сумел сохранить верность своим юношеским идеалам демократии. Но и это еще не все: Цезарь оказывается — благодаря завоеванию Галлии, романизации западных народов — родоначальником всей современной европейской цивилизации. Он — идеальный монарх…
В целом негативно отзывались о Цезаре Карл Маркс и Фридрих Энгельс, и в советской историографии их оценки назывались «убийственными характеристиками».
Несмотря на высокую оценку диктатора Друманом, создание «мифа о Цезаре» в историографии обычно приписывают Теодору Моммзену. Он очень высоко оценивал деятельность Цезаря в своей «Римской истории» (см. справа). В третьем томе своего главного труда он представил диктатора в качестве основателя «демократической монархии». Описанию последней немецкий историк задумал посвятить четвёртый том, но он так и не вышел. Исследователи видят причину отказа от работы над более детальной апологией Цезаря в изменении взглядов самого историка из-за перемен во внутренней политике объединённой Германии. Тем не менее, достаточно целостный образ Цезаря сложился и в написанных томах. Огромная популярность и значительная тенденциозность работы Моммзена стала катализатором для написания ряда обобщающих исследований римской истории с альтернативными выводами. В частности, Карл Людвиг Петер отказывал Цезарю в возможности влияния на судьбу Рима, хотя и считал его действия благоразумными. Полемизировал с Моммзеном и Вильгельм Ине. По его мнению, установление единоличной власти было неизбежно, и борьба Цезаря с Помпеем не могла повлиять на дальнейшее развитие Римского государства. Таким образом, он не был склонен идеализировать личность Цезаря. Карл Вильгельм Нич и вовсе считал Цезаря не созидателем, а разрушителем. Итальянский исследователь Гульельмо Ферреро также был сдержан в оценках Цезаря; по его мнению, тот не был дальновидным и мудрым государственным деятелем, а лишь авантюристом и честолюбцем. Итальянский историк называл планы диктатора фантастическими и противоречивыми, а самого его изображал как неудачника. Оценки Ферреро обычно считают полемикой с выводами Моммзена.
В немецкой историографии первой половины XX века изучением различных аспектов деятельности Цезаря занимались, прежде всего, Эдуард Мейер, Маттиас Гельцер, Герман Штрасбургер. В 1903 году Мейер написал статью «Император Август», которая в 1919 году (по другим данным, в 1918 году) была серьёзно дополнена и издана отдельной монографией «Монархия Цезаря и принципат Помпея». В ней историк полемизировал с выводами Моммзена и, прежде всего, с его видением Августа как преемника Цезаря. По мнению Мейера, Помпей стремился сохранить республиканскую форму правления и выступал её гарантом, в то время как Юлий Цезарь основал монархию восточного типа. Октавиан же виделся немецкому учёному продолжателем дела Помпея, а не своего приёмного отца. В 1938 году Герман Штрасбургер издал работу «Вступление Цезаря в историю», в которой Цезарь представлен как гениальный авантюрист-неудачник. Большинство других исследователей, впрочем, следовало апологетической традиции, заложенной ещё Моммзеном. Особенно много апологий деятельности Цезаря издавалось в Германии времён Третьего рейха, что было связано с пропагандой культа героев, творящих историю. В целом, интерес к личности в немецкой историографии начала XX века был неизменно высоким.
В этот же период активно развивалась школа просопографических исследований римского нобилитета.
В связи с масштабными потрясениями, вызванными Первой мировой войной, антиковеды обратились к активному использованию термина «революция», который начали применять для объяснения или иллюстрации событий римской истории в конце I века до н. э. Например, М. И. Ростовцев считал Цезаря революционером, но отрицал такую характеристику автор работы «Римская революция» Рональд Сайм, называвший Цезаря «оппортунистом» и считавший настоящим революционером его приёмного сына. Британский историк указывал на то, что Цезарь не строил планов создания монархии эллинистического образца. По оценке военного историка этого же периода Бэзила Лиддел Гарта, Цезарь «больше проявил себя в логистической стратегии, чем в тактике». По его мнению, Гай неоднократно попадал в сложные ситуации по собственной вине.
Высоко оценивал Цезаря французский историк Жером Каркопино, который в целом следовал идеям, которые заложил Моммзен. По его мнению, диктатор уничтожил классовое соперничество, заложил основы справедливого политического устройства и при этом отказался от насилия в качестве политического инструмента. Каркопино полагал, что Цезарь отстаивал интересы плебса и римских провинций, а после победы сумел встать над всеми сословиями и классами. Французский историк обратил внимание и на то, что распространившиеся эллинистические верования способствовали распространению взгляда на божественную природу власти Цезаря. Он также присоединился к мнению о вынашивании Цезарем монархический идей с молодости.
Для итальянской историографии первой половины XX века была характерна очень высокая оценка деятельности Цезаря. Так, Перикле Дукати считал Цезаря великим гением, а Альдо Феррабино — «великим итальянцем». Профессор Католического университета в Милане Аристиде Кальдерини подчёркивал и личное, и политическое превосходство Цезаря над Помпеем, а его коллега Роберто Парибени считал главной заслугой Цезаря и его приёмного сына прекращение эпохи гражданских войн в Риме. Прямые аналогии с современностью проводил Эмануэле Чачери, назвавший Цезаря предшественником Бенито Муссолини. Нередко встречались модернизации и в англо-американской историографии середины XX века: в частности, Роберт Уилкин сравнивал Цезаря с Адольфом Гитлером.
В российской историографии одно из первых подробных исследований деятельности Цезаря провёл Р. Ю. Виппер. По его мнению, если до посещения Египта и Сирии во время гражданской войны Цезарь придерживался демократических взглядов, то в дальнейшем он попал под обаяние восточного образа жизни и восточной монархической системы в частности. Поэтому всё в большей степени диктатор начинает опираться на армию. Долгое время советская историография античности ориентировалась на изучение классовой борьбы и социально-экономической истории в Риме, и поэтому личности Цезаря уделялось небольшое внимание. Среди исключений — исследования В. С. Сергеева и Н. А. Машкина. Последний в своей монографии «Принципат Августа» уделил немало внимания изучению деятельности диктатора. По его мнению, нет оснований считать, что Цезарь стремился к единоличной власти с юности; как и люди его окружения, он был честолюбив, но конкретные планы преобразования государства начал строить, только когда в его руках сосредоточились войска и возможности захватить власть. Н. А. Машкин обратил особое внимание на использование различных титулов для обоснования своей связи с армией и римским народом, а также на религиозное оформление своей власти. Исследователь также указывал на серьёзную социальную опору власти Цезаря. Кроме того, деятельность Цезаря детально проанализировал С. Л. Утченко, посвятивший ему монографию «Юлий Цезарь» (1976). Исследователь отстаивал тезис об отсутствии у диктатора стремления к установлению монархии, а все его поступки объяснял решением текущих политических задач. Эта работа пользовалась большой популярностью.

### Монографии о Цезаре
Среди наиболее известных академических монографий о Цезаре — работы Жерома Каркопино, Фрэнка Эзры Эдкока, Маттиаса Гельцера, Майкла Гранта, Сергея Львовича Утченко, Христиана Мейера. В XXI веке вышли, в частности, монографии Ричарда Биллоуза и Эдриана Голдсуорси.
В 1940 году профессор Франкфуртского университета Маттиас Гельцер выпустил биографию Цезаря, которая впоследствии неоднократно переиздавалась; в частности, английский перевод был выполнен с шестого издания, вышедшего в 1960 году. Рецензенты отмечали, что Гельцер добросовестно учитывал все новейшие достижения мирового антиковедения: в частности, историк радикально сократил повествование о «первом заговоре Катилины», включая упоминание об участии в заговоре Красса и Цезаря, а также обновил примечания. Немецкий историк не обнаружил у Цезаря никаких стремлений к радикальному пересмотру римского государственного устройства; по его мнению, Гай решал лишь повседневные вопросы. Гельцер подробно связал события Галльской войны с происходившими в Риме событиями. Историк высказался в поддержку правдивости «Записок» Цезаря, одновременно отрицая открыто пропагандистский характер сочинения о гражданской войне.
В 1955 году вышла работа бывшего профессора Кембриджского университета Фрэнка Эзры Эдкока «Caesar as a Man of Letters» («Цезарь как человек символов/писем»). Известный учёный вместо очередной попытки источниковедческой критики предпринял попытку развёрнутого введения в сочинения Цезаря. Сперва британский учёный рассматривает «Записки» (Commentarii) как литературный жанр и высказывает предположение, что пропагандистский элемент в сочинениях Цезаря был важным, но не доминирующим. Эдкок считает главными целями «Записок о Галльской войне» информирование сенаторов о своих успехах и попытка влияния на них. По его мнению, Гай ожидал от других должного отношения к своим подвигам в Галлии и, в частности, достойного вознаграждения за них. Воздействие сочинения Цезаря на широкие массы исследователь не относит к важным целям создания «Записок». Эдкок высказался в поддержку версии о написании «Записок о Галльской войне» после каждой кампании и об одновременной публикации первых семи книг сочинения в 51 или 50 году до н. э., когда Цезаря ожидал скорого избрания в консулы. Публикацию первых двух книг «Записок о Гражданской войне» британский учёный относит ко времени до битвы при Фарсале, а третьей книги — ближе к концу кампании. Исследователь также систематизирует основные неразрешённые вопросы, связанные с литературной деятельностью Цезаря. В числе недостатков рецензенты называли неравномерное рассмотрение различных особенностей стиля «Записок» и неожиданное для книги с данным названием включение раздела о военной деятельности Цезаря.
В 1982 году профессор Мюнхенского университета Людвига-Максимилиана Христиан Мейер выпустил биографию Цезаря (впоследствии неоднократно переиздавалась), ориентированную в большей степени на массового читателя. Несмотря на то, что в ней опущены историографические дискуссии по частным вопросам, а также отсутствуют ссылки на античные источники, совокупный объём работы оказался очень велик. В то же время, книга хорошо иллюстрирована. Мейер подробно освещает процесс воспитания в среде римского нобилитета в годы жизни Цезаря и детально раскрывает подробности политической борьбы в это время, хотя и продвигает собственные идеи о сущности римской политики в эпоху Поздней республики. В рецензиях отмечались явные ошибки в подписях к изображениям, отсутствие единого вступления с предысторией описанных в книге событий (вместо этого отдельные экскурсы в прошлое оказались разбросаны по разным разделам), неточности в отражении некоторых реалий римской конституции, неоднократный возврат к авторским идеям о сущности политической борьбы в Риме, а также отдельные трактовки фактов, отражающие явно устаревшее состояние историографии.
В работе Голдсуорси (переведённой, в частности, на русский язык) частные историографические вопросы обычно опускаются, однако в примечаниях автор активно ссылается на специальную англоязычную литературу. Рецензенты отмечали ясность и компетентность изложения, включая особенно высокий уровень изложения военных действий, что связано со специализацией автора по военной истории античности. В то же время, в упрёк ему ставят некоторые спорные оценки, пропуски подробностей, важных для понимания описываемых событий, а также недостаточное внимание к новейшим исследованиям.

## Киновоплощения
Различные эпизоды биографии Цезаря нередко экранизировались, однако диктатор крайне редко был главным действующим лицом кинокартин. Чаще всего образ Цезаря использовался при экранизации пьес Уильяма Шекспира «Юлий Цезарь» и «Антоний и Клеопатра». Несколько раз Цезарь как самый известный в массовом сознании римлянин появлялся на экранах при экранизации восстания Спартака, хотя его участие в войне с рабами не доказано (см. Гай Юлий Цезарь#Возвращение в Рим и участие в политической борьбе). Персонаж Цезаря присутствует в четырёх фильмах об Астериксе и Обеликсе, причём каждый раз роль полководца исполнял новый актёр. Наиболее известные эпизоды жизни Цезаря от диктатуры Суллы и до убийства в курии Помпея освещает телефильм «Юлий Цезарь» (Цезаря играет Джереми Систо), а в первом сезоне телесериала «Рим» с разной степенью подробности изображены события с конца 50-х до 44 года до н. э. с участием Цезаря (его играет Киаран Хайндс).
- Юлий Цезарь (1908, немой, экранизация пьесы Шекспира) — Чарльз Кент
- Кай Юлий Цезарь (1914, немой, экранизация пьесы Шекспира) — Амлето Новелли[итал.]
- Клеопатра / Cleopatra (1917) — немой чёрно-белый фильм, режиссёр Дж. Гордон Эдвардс, в роли Цезаря Фриц Лайбер-старший, фильм считается утерянным.
- «Oh! Oh! Cleopatra» (1931). В роли Роберт Вулси.
- Клеопатра (1934) — Уоррен Уильям
- Цезарь и Клеопатра (1945) — Клод Рейнс
- Юлий Цезарь (1950, экранизация пьесы Шекспира) — Гарольд Таскер (Harold Tasker)
- Юлий Цезарь (1953, экранизация пьесы Шекспира) — Луи Кэлхерн
- Две ночи с Клеопатрой (1953) — Альберто Сорди
- Спартак (1960) — Джон Гэвин
- Юлий Цезарь и война с галлами (1962) — Кэмерон Митчелл (Cameron Mitchell)
- Юлий Цезарь против пиратов / Giulio Cesare contro i pirati (Италия, 1962) — Густаво Ройо
- Царица для Цезаря (1962) — Гордон Скотт
- Клеопатра (1963) — Рекс Харрисон
- Юлий Цезарь (1970, экранизация пьесы Шекспира) — Джон Гилгуд
- Эротические сны Клеопатры / Erotic Dreams оf Cleopatra (1996) — в роли Жак Стани.
- Зена — королева воинов (1995—2001) — Карл Урбан
- Астерикс и Обеликс против Цезаря (1999) — Готфрид Йон
- Клеопатра (1999) — Тимоти Далтон
- Друиды (2001) — Клаус Мария Брандауэр
- Юлий Цезарь (2002) — Джереми Систо
- Астерикс и Обеликс: Миссия Клеопатра (2002) — Ален Шаба
- Римская империя: Август (2003) — Жерар Клейн
- Клеопатра (2003) — Роберт Розенберг
- Спартак (2004) — Ричард Дилан
- Рим (2005—2007) — Киаран Хайндс
- Астерикс на Олимпийских играх (2008) — Ален Делон
- Астерикс и Обеликс в Британии (2011) — Фабрис Лукини
- Спартак: Война проклятых (2013) — Тодд Ласанс

## Образ в литературе
- «Смерть Помпея», трагедия Пьера Корнеля (1643).
- исторический очерк Александра Дюма «Цезарь» в составе цикла «Великие люди в домашнем халате» (1855).
- «Спартак», Рафаэлло Джованьоли, исторический роман, 1874 год
- «Мартовские иды», роман Торнтона Уайлдера, 1948 год

## Комментарии
1. ↑  Сочинения Плутарха, написанные на древнегреческом языке, были практически неизвестны в Западной Европе до середины XV века, когда появились первые переводы на более распространённый латинский язык.